# Sacrario militare di Cava de' Tirreni
Il sacrario militare di Cava de' Tirreni è ospitato dal 1981 all'interno della vecchia cappella del cimitero cittadino di Cava de' Tirreni e custodisce le salme di 106 caduti delle due guerre mondiali, della guerra italo-etiopica e della guerra civile di Spagna. Al suo interno sono conservati anche corpi di decorati al valor militare. Dal  2021 il Sacrario Militare di Cava de’ Tirreni è intitolato al grande ufficiale prof. Salvatore Fasano.

## Storia
Il sacrario militare fu costruito a totale carico dell'amministrazione Abbro rispondendo al desiderio dei familiari dei caduti cavesi. Nel 1967 il grande ufficiale Salvatore Fasano, a nome di tutti i figli di Cava gloriosamente caduti in guerra, chiese al sindaco dell'epoca, attraverso una lettera aperta, la costruzione di un monumentale sacrario nel civico cimitero. Nella missiva ricordava: “È vivissima l'aspirazione della cittadinanza cavese che tutti i nostri caduti abbiano degna sepoltura in un unico monumentale Sacrario, tutti uniti e affratellati nel tempio della pace e della preghiera; tutti uniti nel culto che i vivi devono rendere ad essi, senza nessuna distinzione, fanti umili e sconosciuti, forse senza neppure un nome, o incliti soldati che si distinsero in eroiche imprese” (…) “la mia proposta è di veder presto sorgere, in quel sacro recinto (il civico cimitero n.d.r.) il grande mausoleo, monumento di fede e di riconoscenza ai nostri fratelli più Grandi, monito, muto e solenne a tutti, ma specialmente alle nuove generazioni, che l'ideale della Patria, dopo Dio e la Famiglia, è l'ideale più nobile e santo”. Prima della realizzazione del Sacrario Militare infatti, 32 salme di caduti cavesi della prima guerra mondiale e 7 della seconda guerra mondiale erano ospitate dal 2 novembre 1924, all'interno dell'ex Cappella votiva del Duomo di Cava de' Tirreni. Con delibera 196/21 del comune di Cava de' Tirreni del 19 novembre 2021 il Sacrario Militare di Cava de’ Tirreni è intitolato al grande ufficiale prof. Salvatore Fasano, morto il 22 settembre 2020.

## Descrizione
Il sacrario militare è un edificio a pianta rettangolare. Sulla facciata è visibile la corona in bronzo, con la scritta “il municipio Cava ai suoi Eroi novembre 1922” che l'amministrazione volle inserire sulla porta della cappella votiva del duomo all'epoca dell'inaugurazione. All'interno del sacrario è conservato un monumento in marmo con una targa in bronzo modellata da Raffaele Ferrara di Napoli. Nella parte alta del monumento è scritto: “Assetati d'ideale nell'addio non udiste il nostro gemito ed ora le salme composte nel santissimo tempio dove la forte giovinezza crebbe alla fede a noi chiedete i suffragi dell'amore alla patria unico premio non sia vano l'olocausto”, frase pronunciata dal Canonico e Storico cavese Giuseppe Trezza. Al centro è visibile un riquadro bronzeo raffigurante la vittoria alata che si frappone tra due gruppi simbolici rappresentanti la religione ed il sacrificio. In basso poi, l'iscrizione ricorda la memoria degli Eroi caduti durante la guerra mondiale del 1915 - 1918. Dal 15 dicembre 2021 è presente, sul lato destro della facciata, una targa commemorativa recante l'intitolazione con la scritta: “Ad imperitura memoria e riconoscenza per l'opera fattiva e laboriosa che il Grande ufficiale al merito della Repubblica Prof. Salvatore Fasano sempre svolse per i Caduti cavesi di tutte le guerre l'Amministrazione Comunale intitolò e pose”. 

## Il comitato
Nel 1981, durante l'amministrazione Abbro, nacque il Comitato per il sacrario militare che, come ricorda la targa “fu proposto e curato dalla indomita volontà del prof. Salvatore Fasano e dalla fattiva disponibilità del dottor Ennio Grimaldi e del ragioniere Gerardo Canora”. Ad oggi il Comitato per il sacrario militare, che annovera 15 componenti, è presieduto da Daniele Fasano, succeduto al padre, il presidente emerito Salvatore Fasano. Nel 2010 il presidente emerito ha richiesto al presidente della Provincia di Salerno l'onorevole Edmondo Cirielli, al sindaco di Cava de' Tirreni Marco Galdi, all'arcivescovo Vincenzo Pelvi ordinario militare per l'Italia, all'arcivesco della diocesi Amalfi – Cava de' Tirreni Orazio Soricelli ed al padre Antonio Russo, primo cappellano militare, una nuova destinazione per il sacrario militare. “La nuova dislocazione del Sacrario Militare –scrive il Fasano nella missiva inviata alle autorità- può ritrovarsi anche nella chiesa del civico cimitero che, comunque, una volta adattata a tale scopo, potrebbe continuare ad essere utilizzata sia come luogo di culto che come monumentale tempio della memoria per rivitalizzare sentimenti, preghiere e riti in suffragio dei caduti per la Patria. (…) Le evidenzio con legittimo orgoglio che il sacrario militare di Cava ha ormai, assunto importanza e valenza di respiro nazionale”.

## Galleria d'immagini

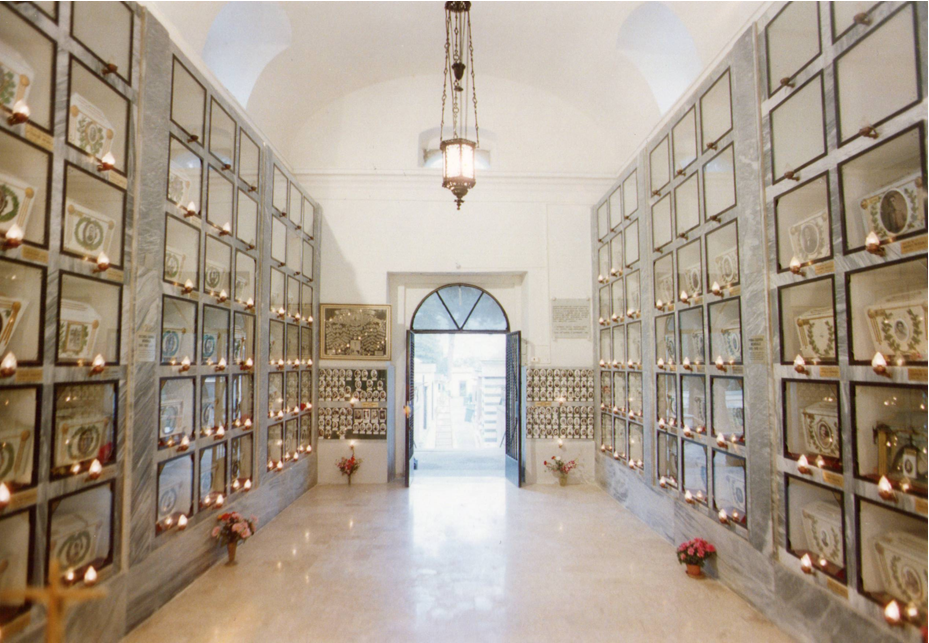
Interno del sacrario militare di Cava de' Tirreni
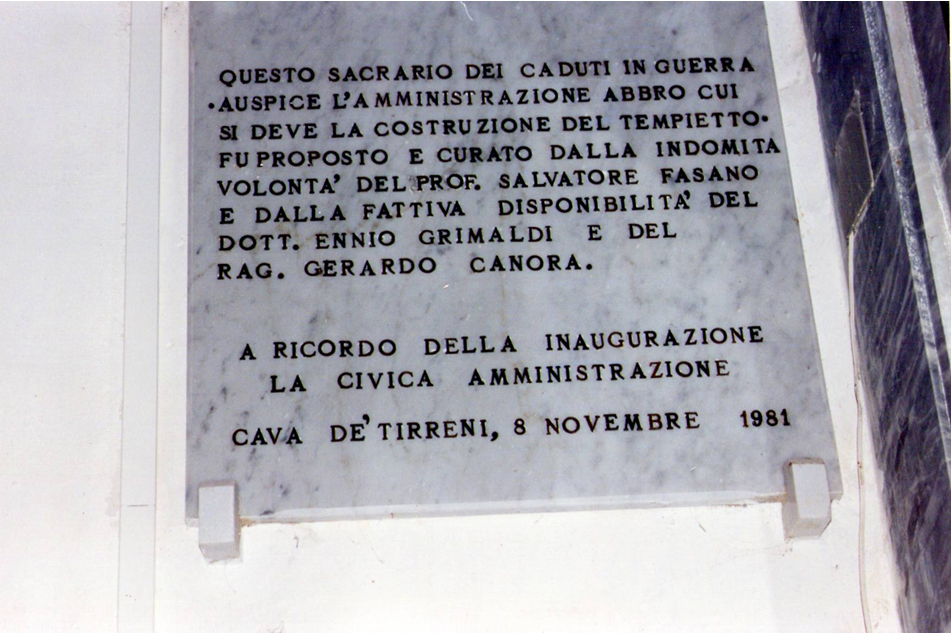
Targa del sacrario militare di Cava de' Tirreni
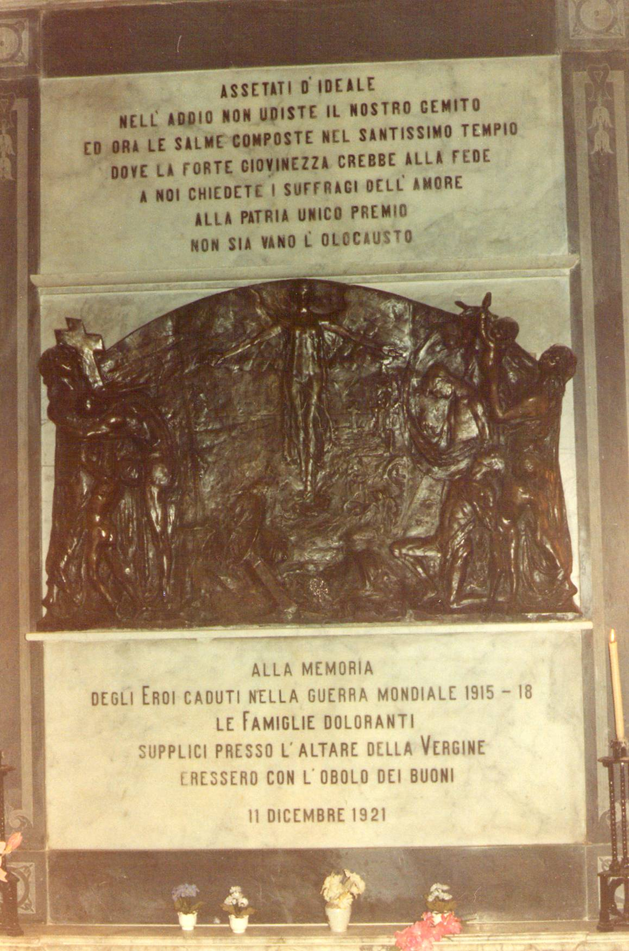
Monumento ubicato all'interno del sacrario militare di Cava de' Tirreni
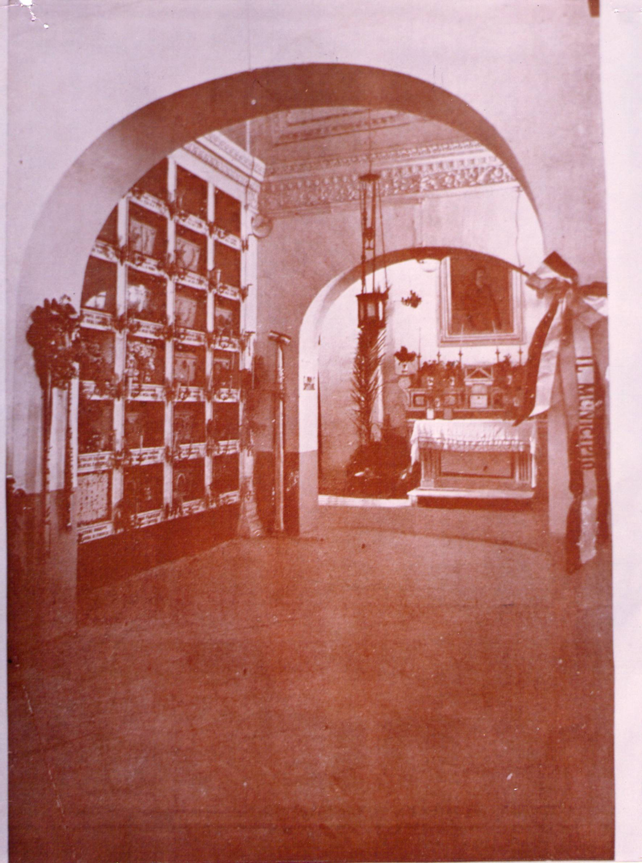
Cappella votiva dell'ex sacrario militare di Cava de' Tirreni
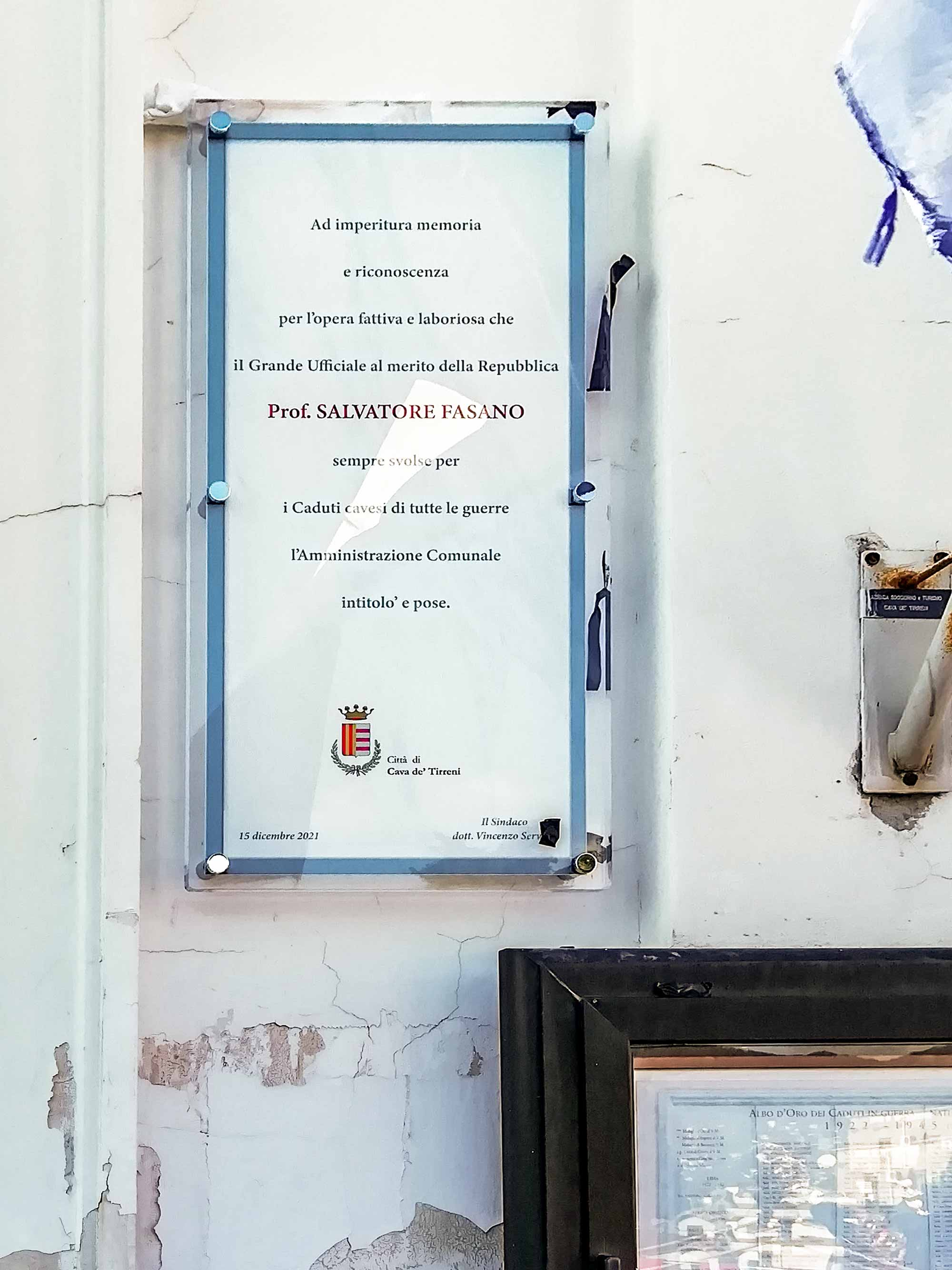
Targa commemorativa per l'intitolazione a Salvatore Fasano
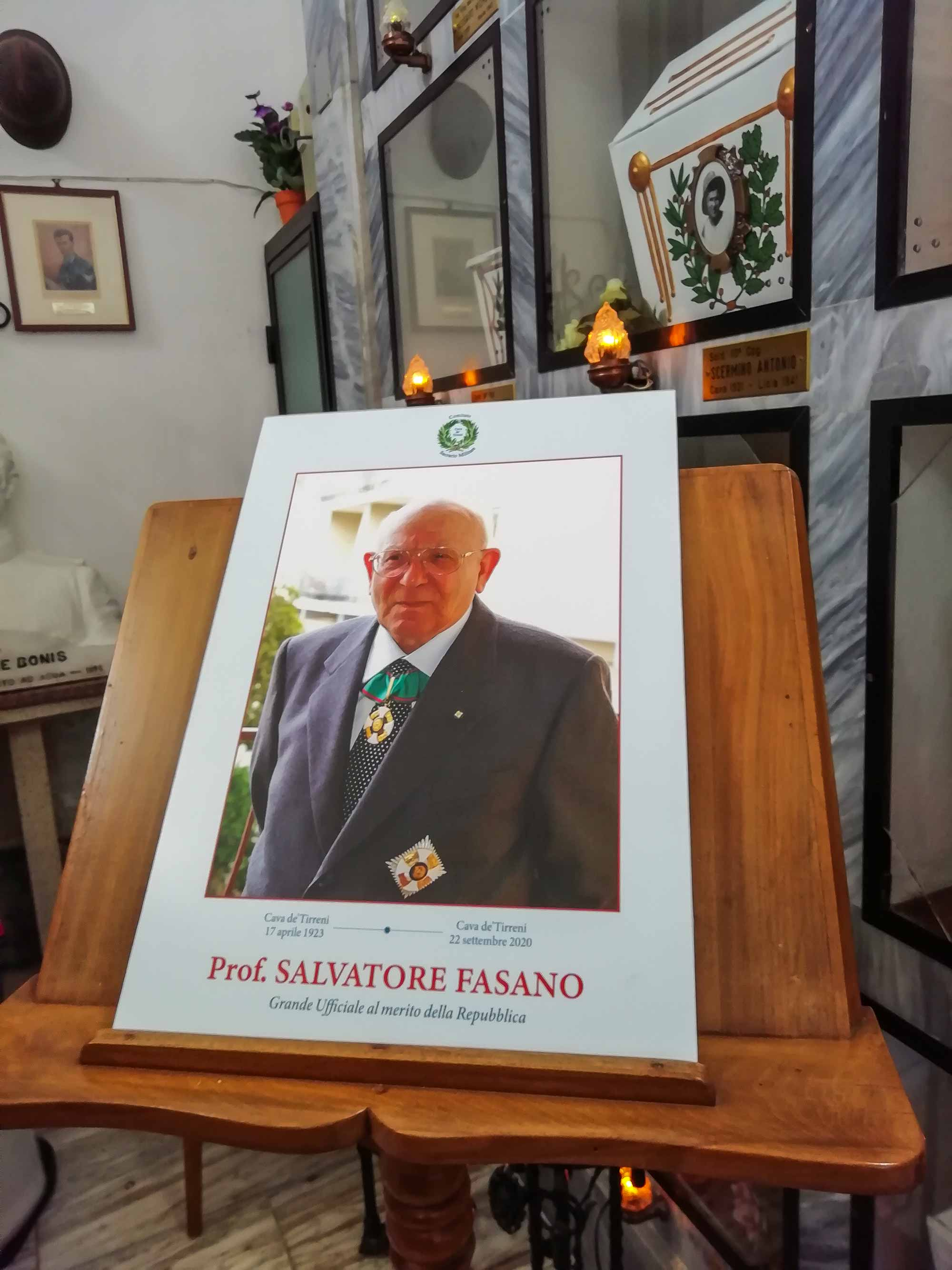
Foto commemorativa di Salvatore Fasano presente all'interno del Sacrario Militare di Cava de'Tirreni